# Вон У Ён
Вон У Ён (кор. 원우영?, 元禹寧?; род. 3 февраля 1982) — южнокорейский фехтовальщик на саблях, олимпийский чемпион, чемпион мира, Азии и Азиатских игр.
Родился в 1982 году в Сеуле. В 2006 году стал бронзовым призёром чемпионата мира. В 2010 году выиграл чемпионат мира. В 2011 году завоевал две золотых медали чемпионата Азии. В 2012 году стал обладателем золотой медали Олимпийских игр в Лондоне. В 2014 году стал серебряным призёром чемпионата мира и обладателем золотой медали Азиатских игр.

## Государственные награды
- Орден «За спортивные заслуги» 1 класса Республики Корея — орден Синего дракона (15 октября 2016)[1]